# Школьнік Марія Марківна
Марія Марковна Школьнік (1882 — 1955)  —  учасниця революційного терору в Російській імперії на початку XX століття, членкиня Партії соціалістів-революціонерів (есерка) та її Бойової організації.

## Біографія

### Ранні роки
Народилася 6 марта 1882 года в бідній єврейській родині Школьнік, що жила в маленькому селі Боровий Млин, поблизу Сморгоні, у Віленській губернії. 
Крім Марії в сім'ї було ще кілька дітей, і батьки не мали можливості забезпечити їм навіть мінімальну освіту. Марія залишалася неписьменною до 13 років.

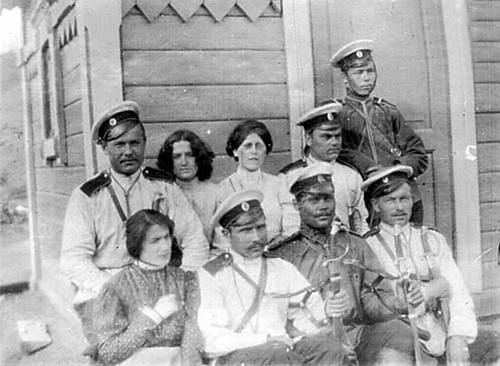
Марія Школьнік, Ревекка Фіалка і Марія Спірідонова з охоронцями в Акатуї, літо 1906 року

Коли у Віленській губернії почалися страйки та виступи робітників, які вимагали встановлення десятигодинного робочого дня, до Сморгоні приїхала агітаторка з таємної організації Бунд. Через неї Школьнік дуже рано, коли їй було тоді близько 15 років, долучилася до революційного руху. Марія брала участь в організації страйку панчішниць. Невдовзі, зрозумівши, що у селі не розгорнути агітаційну діяльність, Марія з дозволу батьків поїхала до Одеси до свого дядька. В Одесі Марія зв'язалася із соціал-демократичними організаціями, які мали у місті значний вплив.
Школьнік влаштувалася на цукеркову фабрику, де працювала близько півроку.

### Перший арешт

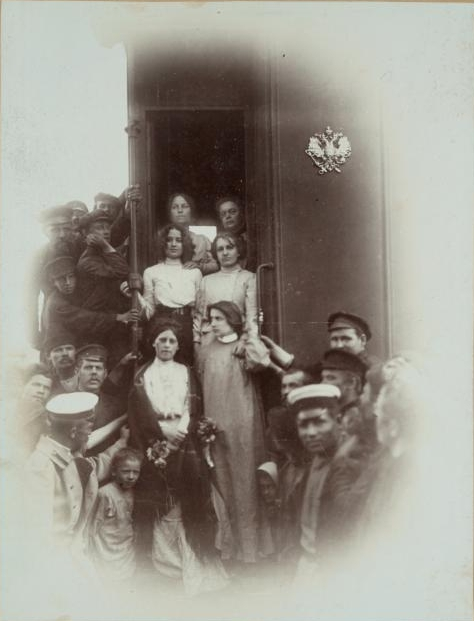
Ревека Фіалка, Лідія Єзерська, Анастасія Біценко, Марія Школьнік, Олександра Ізмайлович і Марія Спірідонова в Омську, 30 червня 1906 року

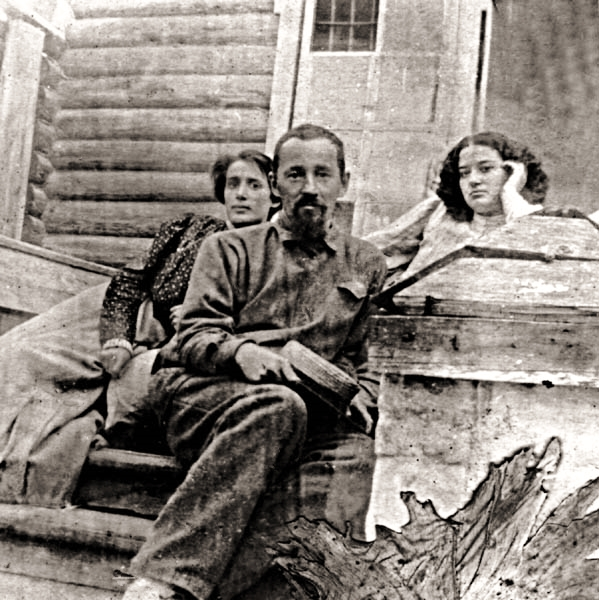
Марія Школьнік, Ревека Фіалка та Єгор Сазонов в Акатуї

Марія входила у невеликий гурток революційно налаштованих молодих людей, до якого входив, у тому числі, Аарон Шпайзман — палітурник, який до того вже сидів у в'язниці за поширення нелегальної літератури. Вирішено було організувати таємну друкарню в Кишиневі, але в лютому 1902 Школьнік і Шпайзмана заарештували, тому що при обшуку виявили друкарський шрифт. Перебуваючи у в'язниці, Школьнік разом із товаришами бунтувала проти жорстокості по відношенню до ув'язнених, за що поміщалася в карцер .
Арешт молодих людей та намір влади віддати їх до суду привернули увагу громадськості. Відомі адвокати В.О.Маклаков, С.Є.Кальманович та М. Б.Ратнер зголосилися захищати Школьнік та її товаришів. Суд відбувався у листопаді 1903 року в Одесі, Школьнік та Шпайзмана звинувачували у поширенні нелегальної літератури, виданні соціал-демократичної газети «Іскра» (чого вони були непричетні, оскільки були в партії есерів, а не есдеків) та підбурюванні до бунту. Як докази, у тому числі, розглядалися особисті листи Школьнік, написані нею у віці 16 років. Зусиллями адвокатів Школьнік та її товариші були засуджені до порівняно м'якого покарання — позбавлення всіх прав стану та відправлення на поселення до Сибіру. На засланні Школьнік жила у селі Олександрівське.
Однак важливі політичні події — початок російсько-японської війни, вбивство Плеве та Кривава неділя — не давали Школьнік спокою, і незабаром вона вирішила втекти з заслання. У цьому намірі її підтримала родина Гольдманів, які теж були на засланні і теж збиралися тікати. На початку березня 1905 року Марія, взявши із собою маленького сина Гольдманів, щоб не викликати підозри у жандармів, дісталася Вільно . Після цього Марія вирішила вирушити до Женеви, де перебували на той час лідери Бойової організації есерів .

### УБойовій організації
У Женеві Школьнік зустріла Аарона Шпайзмана, який утік із Сибіру декількома тижнями раніше за неї, і через нього зв'язалася з Борисом Савінковим та Євно Азефом. Зі згоди керівника, Школьнік і Шпайзман були прийняті до БО і повернулися до Росії. Їх першою справою був замах на генерала Трепова, проте той виявився попередженим про наміри терористів, і підготовку до замаху було вирішено відкласти. Другою метою був обраний київський генерал-губернатор Клейгельс, однак і ця ідея не закінчилася успіхом.
1 січня 1906 року Марія Школьнік і Аарон Шпайзман здійснили замах на чернігівського губернатора О.О.Хвостова. Шпайзман першим кинув бомбу, яка не вибухнула, тоді Школьнік кинула другу, від вибуху якої Хвостов був поранений і Школьнік несерйозно постраждала. Проте їй вдалося втекти безпосередньо з місця події, і її заарештували пізніше, коли вона разом із товаришем Яшею Лєйкіним намагалася втекти з міста.

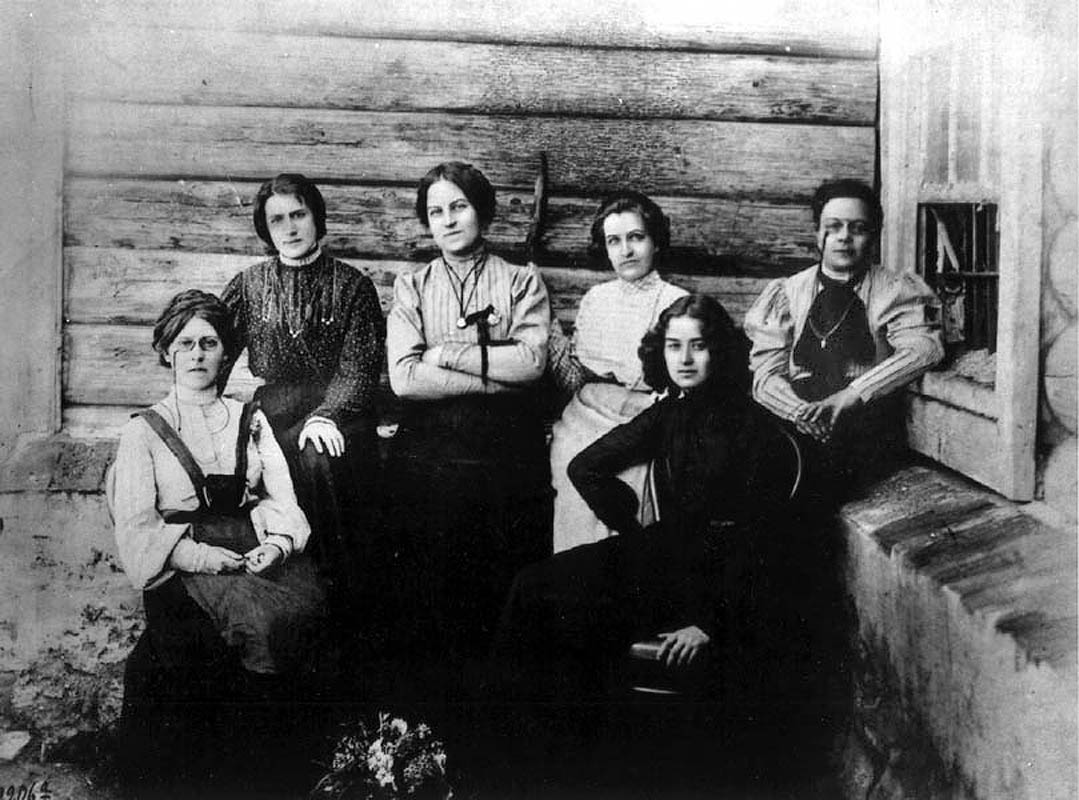
Марія Спірідонова, Марія Школьнік, Анастасія Біценко, Олександра Ізмайлович, Ревекка Фіалка та Лідія Єзерська у сибірській в'язниці.

Школьнік, Шпайзмана та Лєйкіна судили військовим судом. Спочатку Школьнік і Шпайзмана (які не побажали повідомити суду свої імена) засудили до страти, а Лєйкіна — до десяти років каторжних робіт. Проте вирок Марії Школьнік було змінено на безстрокову каторгу.
У Бутирській в'язниці Школьнік зустрілася з кількома відомими жінками-терористками — Олександрою Ізмайлович, Анастасією Біценком, Лідією Єзерською, Ревекою Фіалкою та Марією Спіридоновою. 

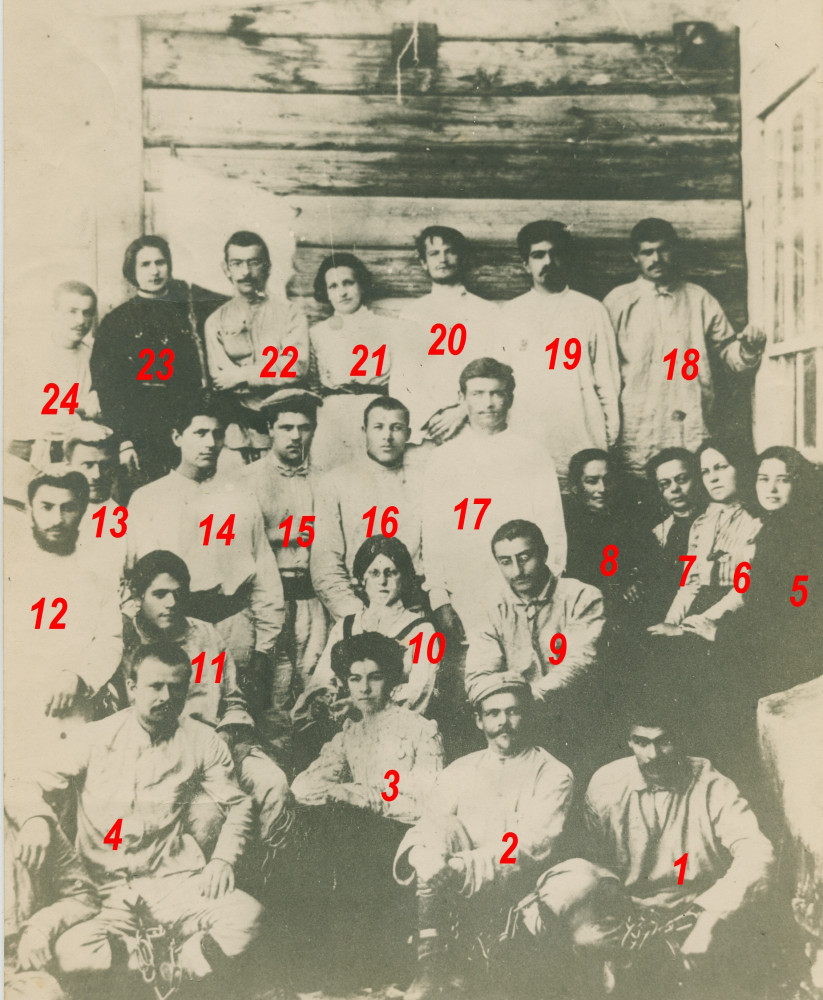
Зустріч каторжан у Стрітенську підчас етапу да Акатуя. 1 – Омелян Ганенко; 2 – Лев Алєшкер; 3- Зінаїда Бронштейн; 4 – Василь Латін; 5 – Ревека Фіалка; 6 – Анастасія Біценко; 7 – Лідія Єзерська; 8 – Лія Бронштейн; 9 – Прош Прошьян; 10 – Марія Спіридонова; 11 – ?; 12 – Фрідріх Файфер; 13 – ?; 14 – Натан Грінфельд; 15 – ?; 16 – Іван Ошко; 17 – Сергій Панов; 18 – Ізраїль Кунін; 19 – ?; 20 – ?; 21 – Олександра Ізмайлович; 22 – Мойсей Магазінер; 23 – Марія Школьнік; 24 – ?. Архів Омеляна Ганенка.

У липні 1906 року терористок привезли до Акатуйської каторжної в'язниці . До кінця 1906 року режим у в'язниці був досить м'яким — ув'язненим дозволялося носити власний одяг, отримувати книги та вільно розмовляти під час прогулянок. Найбільш теплі стосунски серед чоловіків у Школьнік склалися з Петром Сидорчуком. Взимку 1907р. надійшло розпорядження, що жінки-«політичні» мають бути етаповані в Мальцевську в'язницю, що викликало обурення у в'язнів, оскільки подорож у суворий мороз могла бути вкрай небезпечною для життя та здоров'я. Однак начальник Алгачинської в'язниці Бородулін (він буде згодом убитий членом "Північного бойового летючого загону") жорстко вимагав виконання розпорядження про переведення щодо хворих Спіридонової та Школьнік.
У Мальцевській в'язниці перебували переважно жінки, засуджені за кримінальні злочини, політичних ув'язнених було лише шестеро — Школьнік та її товариші. Режим утримання ув'язнених та побутові умови їхнього життя були вкрай важкими.
Влітку 1910 року Школьнік захворіла, їй була потрібна операція, яку не могли провести в тюремних умовах. Марію перевезли до Іркутська, однак і там лікарі кілька місяців відмовлялися зробити їй операцію, поки Школьнік сама не написала листа доктору Михайловському з проханням допомогти їй. Невдовзі після успішної операції Школьнік втікла з в'язниці, переодягнувшись у чоловічий одяг.

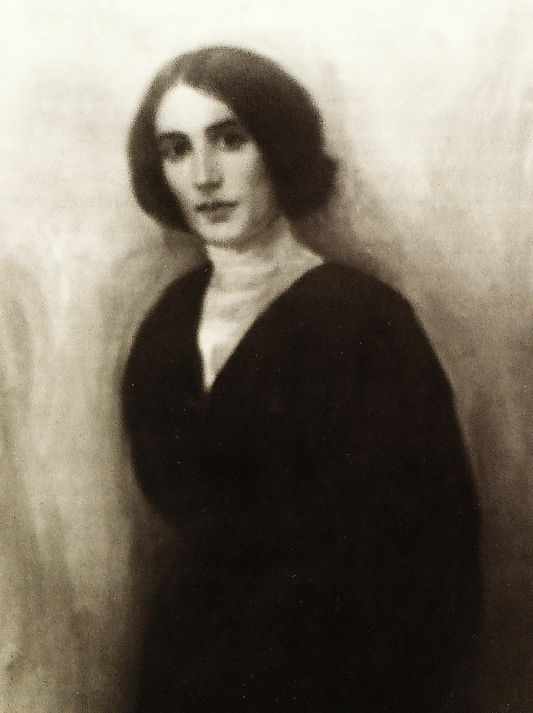
М. І. Верхотуров. Портрет Марії Школьнік. 1911 р.

Деякий час Марія ховалася по квартирах людей, які їй співчували, поки не знайшла спосіб зв'язатися зі своїми товаришами-есерами. Серед тих, хто їй допомагав, був і брат відомого діяча партії Євгена Колосова. За допомогою товаришів Школьнік перебралася спочатку до Маньчжурії, потім до Європи, а потім до Америки.

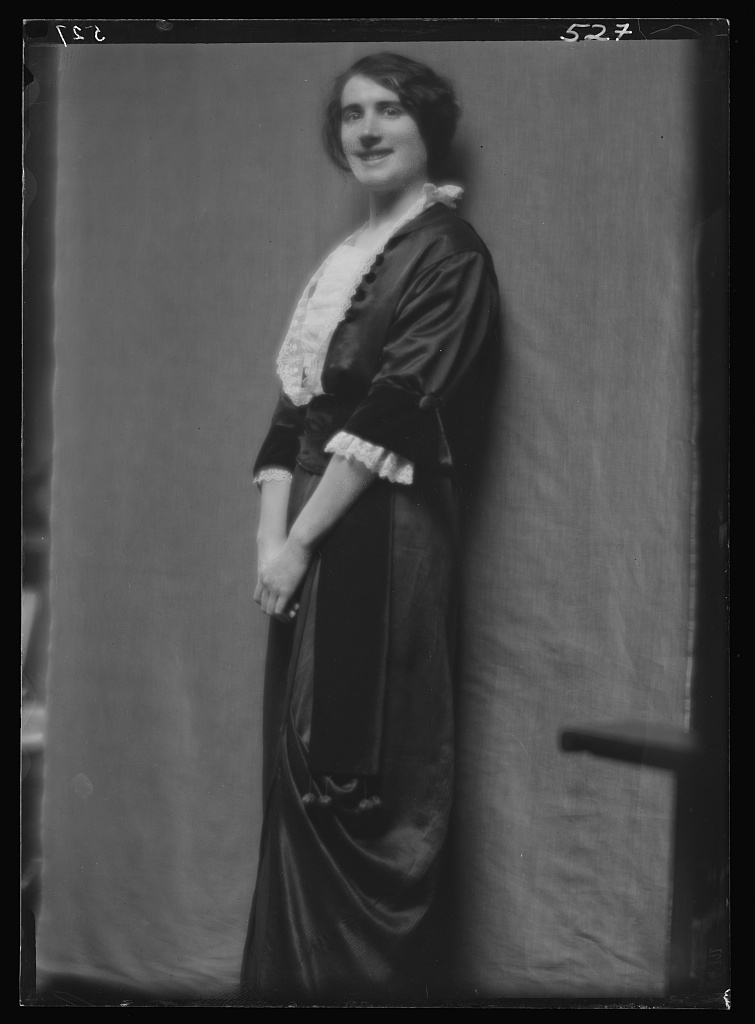
Портрет Марії Школьнік, 1914 рік.

У 1911 року у Парижі М.І.Верхотуров написав її портрет. Цей портрет згодом увійшов до колекції живопису Державного музею революції СРСР .

### Подальше життя
1918 року (за іншими даними — 1924) повернулася до СРСР. 
У 1927 році вступила до РКП(б) . Завідувала «показовими» установами дошкільного виховання у Москві. З 1935 року працювала у Центральному науково-дослідному педіатричному інституті. З 1947 року – персональний пенсіонер союзного значення.
Школьнік написала спогади "Життя колишньої терористки", в яких розповідала про події свого життя від раннього дитинства до еміграції.
Померла 9 квітня 1955 року .

## Публікації
- Марія Школьнік . Життя колишньої терористки. З передисл. В. Дьоготь. М.: Всесоюзне суспільство політкаторжан і засланців, 1927. - 96 с.
- Марія Школьнік . Життя колишньої терористки. З попер. В. Дьоготь; Обкладинка: А. Толоконніков. М.: Всесоюзне товариство політкаторжан та засланців-поселенців, 1930. - 125 с.